# 格奥尔吉·楚卡诺夫
格奥尔基·伊曼纽尔诺维奇·楚卡诺夫（俄语：Гео́ргий Эммануи́лович Цука́нов，1919年3月3日—2001年3月27日）是第聂伯罗彼得罗夫斯克帮成员，勃列日涅夫的一等秘书。